# Marina Torossi Tevini
Marina Torossi Tevini (Trieste, ...) è una scrittrice italiana.

## Biografia
Nata a Trieste, è laureata in lettere classiche.
Nel 1993, con il racconto Una donna senza qualità, vince il primo premio del concorso letterario Il leone di Muggia.
Nel 1997 cura la pubblicazione postuma del romanzo del padre, La valle del ritorno. Lo stesso anno riceve il premio speciale della Giuria al festival Felsina.
Nel 1998 riceve la menzione speciale al via di Ripetta.
Nel 2008 riceve la menzione speciale per il libro Viaggi a due nell'Europa di questi anni al Concorso Internazionale Trieste Scrittura di Frontiera
Nel 2013 riceve rispettivamente, il primo premio per la narrativa con il libro Le parole blu al Concorso Golfo di Trieste, ed il primo premio per la narrativa con il libro L'Occidente e parole al Premio Contemporanea d'Autore nell'ambito del Alexandria Scriptori Festival
Collabora a riviste nazionali e internazionali, come Stilos, Zeta news ed Arte&Cultura.

## Opere
- 1991 - Donne senza volto (poesie), edizioni Italo Svevo
- 1994 - Il maschio ecologico (antologia), Campanotto Editore
- 1997 - L'unicorno (poesie), Campanotto editore
- 2002 - Il migliore dei mondi impossibili (antologia), Campanotto editore ISBN 8845603938
- 2004 - Il cielo sulla Provenza (romanzo), Campanotto editore ISBN 8845606376
- 2008 - Viaggi a due nell'Europa di questi anni (racconti di viaggio), Campanotto editore ISBN 9788845609541
- 2010 - Le parole blu (racconti), Campanotto editore ISBN 9788845611278
- 2012 - L'Occidente e parole (racconti), Campanotto editore ISBN 9788845612824
- 2015 - Rotte d'Europa (saggistica), Libri del Pen Trieste Hammerle editore ISBN 9788898422111
- 2019 - Trieste. La resa dei conti (romanzo storico sociale) Campanotto Editore ISBN 9788845616648
- 2022 - Bluoceano – Appunti di viaggio (racconti) Campanotto Editore ISBN 9788845617836

### Partecipazioni
- 2000 - Poeti triestini contemporanei, Lint
- 2003 - Trieste la donna e la poesia del vivere, Ibiskos